# Winkelhaak (sterrenbeeld)

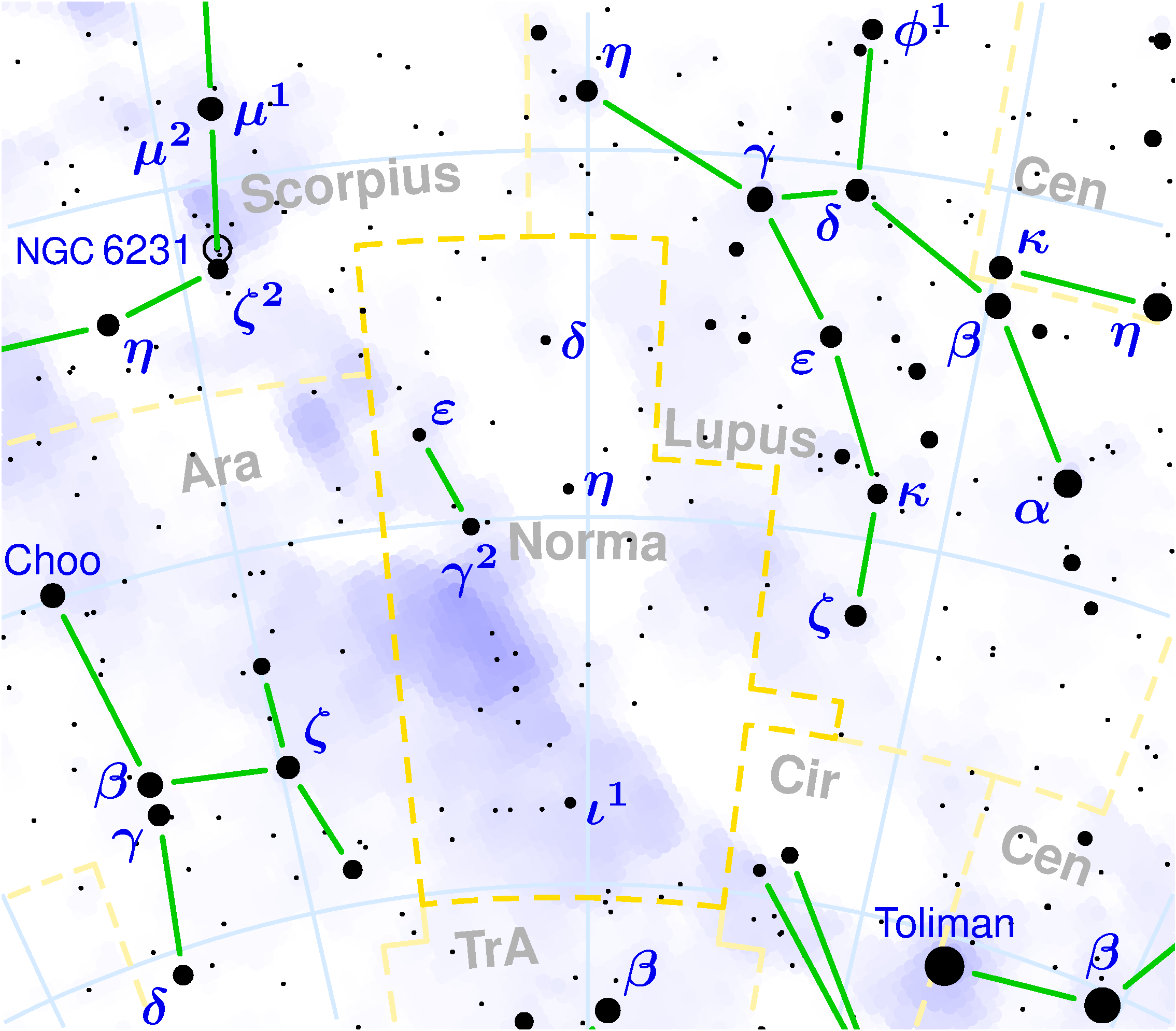
Kaart van het sterrenbeeld Winkelhaak.

Winkelhaak (Norma, afkorting Nor) is een sterrenbeeld liggende in de Melkweg tussen rechte klimming 15u25m en 16u31m en tussen declinatie −42° en −60°. Het sterrenbeeld werd in het midden van de 18e eeuw geïntroduceerd door Nicolas Louis de Lacaille. Winkelhaak is vanaf de breedte van de Benelux niet te zien.
Het sterrenbeeld werd in 1752 ingevoerd door Lacaille. De oorspronkelijke benaming was Norma et Regula (= Winkelhaak en Liniaal).

## Sterren
Het sterrenbeeld heeft geen heldere sterren, de helderste, gamma2 Normae heeft magnitude 4,02.

## Telescopisch waarneembare objecten

### New General Catalogue(NGC)
NGC 5925, NGC 5946, NGC 5999, NGC 6005, NGC 6031, NGC 6067, NGC 6087, NGC 6115, NGC 6134, NGC 6152, NGC 6164, NGC 6165, NGC 6167, NGC 6169

### Index Catalogue (IC)
IC 4544, IC 4550

## Wat is er verder te zien?
Shapley 1 is een cirkelringvormige planetaire nevel met een magnitude van +12,6 en op een afstand van 1000 lichtjaar.
De Miernevel is een jonge planetaire nevel met een magnitude van +13,8 en op een afstand van 8000 lichtjaar.

## Aangrenzende sterrenbeelden
(met de wijzers van de klok mee)
- Wolf (Lupus)
- Passer (Circinus)
- Zuiderdriehoek (Triangulum Australe)
- Altaar (Ara)
- Schorpioen (Scorpius)

## Eugène Delporte's grenslijnen
In sommige bronnen, zoals het sterrengidsje Constellations, a concise guide in colour van Josef Klepeŝta en Antonín Rükl, ontbreekt Eugène Delporte's rechthoekig uitsteeksel aan de westelijke begrenzing van dit sterrenbeeld. In dit rechthoekig uitsteeksel bevindt zich de open sterrenhoop NGC 5925 dat in dit sterrengidsje echter aan het sterrenbeeld Circinus (Passer) werd toegevoegd, door middel van een extra rechthoekig uitsteeksel.